# Registrované partnerství v Chile
Chile zpřístupnilo homosexuálním párům institut registrovaného partnerství od 22. října 2015. 28. ledna 2015 přijal Kongres návrh zákona o registrovaném partnerství párů stejného i různého pohlaví, který jim poskytuje určitá práva a povinnosti plynoucí z manželství. Návrh byl podepsán 13. dubna 2015 a publikován ve Sbírce zákonů Chilské republiky 21. dubna 2015. Účinným se stal 22. října 2015. 
Návrh zákona o stejnopohlavním manželství byl předložen Kongresu v srpnu 2017 za podpory administrativy prezidentky Michelle Bacheletové. Ještě před tímto procesem podepsala prezidentka vlastní zákon, kterým zavázala Kongres k přijetí zákona umožňujícího homosexuálním párům uzavřít sňatek bez ohledu na složení nového Kongresu a na politickou příslušnost nového prezidenta.

## Registrované partnerství

### První administrativa Michelle Bacheletové
Oba prezidentští kandidáti Michelle Bacheletová a Sebastián Piñera podporovali ve své předvolební kampani 2006 registrované partnerství, ačkoliv byla katolická církev a mnoho členů Kongresu proti.
V říjnu 2009 byl předložen první návrh zákona o registrovaném partnerství, ale nestihnul se projednat.

### Piñerova administrativa
Ve své předvolební kampani 2009 sliboval Piñera konec diskriminace jiných sexuálních orientací. Gay páry zařadil i do jedné ze svých televizních show.
V červnu 2010 prezentoval senátor Andrés Allamand za Obnovu národa vlastní návrh zákona Acuerdo da Vida en Común (AVC( ("o vzájemném soužití) v Kongresu. AVC mělo být ekvivalentem registrovaného partnerství přístupným všem párům bez ohledu na pohlaví. 3. srpna 2010 předložil socialistický senátor Fulvio Rossi návrh zákona o stejnopohlavním manželství. Během prvního týdne září 2010 začalo několik senátorů předtím podporujících návrh měnit svůj postoj po údajných rozmluvách se členy Evangelické církve. Namísto manželství vyjádřili podporu návrhu senátora Allamanda o registrovaném partnerství.
V květnu 2011 řekl prezident Piñera, že nadcházející návrh zákona o registrovaném partnerství podpoří. Zaštítil se ochranou důstojnosti takových párů bez ohledu na to, zda jsou heterosexuální či homosexuální. V srpnu 2011 zpracoval Piñera vlastní návrh zákona o registrovaném soužití známý pod názvem Acuerdo de Vida en Pareja (konsensuální životní partnerství). Zákon garantoval nemanželským párům většinu práv a povinností plynoucích z manželství, včetně dědictví, sociální péče a zdravotních benefitů. Piñerova legislativa navrhovala vznik anglosaského soužití ('Acuerdo de Vida en Pareja, AVP) umožňující homosexuálním párům registrovat své partnerství před notářem. Chile's national LGBT rights group, the Movement for Homosexual Integration and Liberation (MOVILH), said it was cautiously optimistic the measure would pass.[zdroj⁠?!]
Proti tomuto legislativnímu vývoji se vyslovila i řada odpůrců z Unie nezávislých demokratů, kteří zpracovali 11. srpna 2011 návrh změny ústavy, který by definoval manželství jako svazek muže a ženy.
10. dubna 2013 byl zákon Acuerdo de Vida en Pareja o registrovaném partnerství přijat Senátní komisí pro ústavu, právo a spravedlnost v poměru hlasů 4:1. 7. ledna 2014 přijal tento zákon Senát, ale Poslanecká sněmovna o něm odmítla hlasovat před březnové schůze, byť prezidentské návrhy jsou prioritní.

### Druhá administrativa Michelle Bacheletové
Když se Michalle Bacheletová znovu ujala prezidentského úřadu v březnu 2014, zahrnula přijetí Piñerova návrhu zákona o registrovaném partnerství do svých priorit.
5. srpna 2014 přijala tento návrh zákona o registrovaném partnerství Senátní komise. 7. října 2014 byl návrh přijat Senáte a postoupen Poslanecké sněmovně.
Jméno návrhu bylo posléze 17. prosince změněno na Pakt o registrovaném partnerství (Pacto de Unión Civil). Kongres zahájit finální hlasování v lednu 2015. 6. ledna 2015 byl ústavní komisí přijat dodatek o uznávání zahraničních manželství jako registrovaných partnerství, zatímco se upouštělo od dodatku o osvojování dětí. Zákony s těmito pozměňovacími návrhy pak šel k finálnímu hlasování Senátu a Poslanecké sněmovny. 13. ledna se Poslanecká sněmovna rozhodla do návrhu vrátit část o adopci. 20. ledna 2015 přijala návrh Sněmovna poměrem hlasů 86:23 se 2 zdrženími se. 27. ledna byly všechny pozměňovací návrhy Sněmovny odmítnuty, takže se muselo o návrhu jednat na společné komisi obou komor. Komise dosáhla kompromisu, že text návrhu bude změněn na dohodu o registrovaném partnerství (Acuerdo de Unión Civil) ten samý den. 28. ledna 2015 přijaly návrh obě komory. Několik právníků pak dalo podnět k chilskému Ústavnímu osudu ohledně ústavnosti návrhu. Ten návrh 6. dubna 2015 podpořil. 13. dubna 2015 podepsala zákon prezidentka Bacheletová. Ve Sbírce zákonů Chilské republiky byl zveřejněn 21. srpna 2015 a účinným se stal 22. října 2015.
Chilský zákon o registrovaném partnerství umožňuje párům žijícím v něm po sobě navzájem dědit, mít společné vlastnictví a činit lékařská rozhodnutí za svého partnera. Vláda tou dobou odhadovala, že by nadcházejícího zákona mohlo využít něco přes dva miliony chilských párů žijících na hromádce. Den poté, co nabyl zákon účinnosti, bylo registrováno cca 1600 párů.
1. prosince 2016 se Poslanecká sněmovna jednomyslně (vyjma 6 zdržení se) shodla na tom, že by páry vstupující do partnerství měly mít nárok na 5 dní volna zrovna tak jako páry uzavírající sňatek.

## Stejnopohlavní manželství

### Historie

Právní aspekty stejnopohlavního soužití v Jižní Americe
Manželství
Státy vázané rozhodnutím IACHR
Registrované partnerství
Neregistrováno
Stejnopohlavní manželství zakázáno
Homosexuální pohlavní styk je nezákonný

Socialistická kandidátka na chilskou prezidentku Michelle Bacheletová 11. dubna 2013 deklarovala, že podporuje stejnopohlavní manželství, a že pokud bude zvolená do čela státu, tak jej prosadí. Bacheletová, která už byla prezidentkou v letech 2006-2010, 15. prosince 2013 vyhrála volby znovu.
Dne 10. prosince 2014 začala skupina senátorů z různých politických stran spolu s MOVILH prezentovat návrh zákona o stejnopohlavním manželství a adopcích dětí homosexuálními páry v Kongresu. MOVILH uskutečnila s chilskou vládou několik rozhovorů, během nichž ji upozornila, že se neváhá ve věci manželství odvolávat až k Meziamerickému soudu pro lidská práva. V závěru však skupina přistoupila na to, že od žaloby ustoupí, pokud administrativa Bacheletové splní svůj slib, a legalizuje stejnopohlavní sňatky.
1. července 2016 oznámila vláda, že zahájí konzultace na téma návrhu zákona o stejnopohlavním manželství v září 2016 s cílem prosadit jej do konce 1. pololetí 2017. Prezidentka slíbila na půdě Valného shromáždění OSN, že její vláda předloží Kongresu návrh zákona o stejnopohlavním manželství v prvním pololetí 2017. V červnu 2017 oznámila během projevu v Kongresu, že vláda tak učiní až ve 2. pololetí 2017. Vláda také později potvrdila, že návrh poskytne homosexuálním párům plná adopční práva. 28. srpna 2017 se návrh příslušného zákona dostal do Kongresu. 5. září byl formálně předložen Senátu, který jej postoupil Výboru pro ústavu, zákonodárství a spravedlnost.
19. listopadu 2017 proběhly v Chile parlamentní volby a první kolo prezidentských voleb. Podle La Tercera a místních LGBT aktivistů je většina nově zvolených poslanců a senátorů pro přijetí zákona o stejnopohlavním manželství.
Senátní Výbor pro ústavu, zákonodárství a spravedlnost se začal zabývat příslušným návrhem 27. listopadu 2017. Dva dny před tím demonstrovalo v Santiagu nejméně 100 tisíc lidí za přijetí zákona. Mezi účastníky bylo mnoho právníků, diplomatů, včetně prezidentského kandidáta Alejandra Guilliera.
17. prosince 2017 vyhrál prezidentské volby konzervativní kandidát a bývalý chilský prezident Sebastián Piñera odmítající stejnopohlavní manželství.
Když na začátku ledna 2018 vydal Meziamerický soud pro lidská práva průlomový rozsudek, který vyžaduje po signatářích Americké úmluvy o ochraně lidských práv a základních svobod legalizaci homosexuálních sňatků, začala chilská LGBT lidskoprávní organizace MOVILH tlačit na Piňerovu administrativu, aby tomuto požadavku vyhověla. Na začátku března 2018 řekl mluvčí prezidentské kanceláře, že legalizace stejnopohlavního manželství není v současné době prioritou.

### Pokusy o změnu ústavy
Dne 16. června 2016 navrhli dva poslanci Nezávislé demokratické unie novelu ústavy, která by zakázala stejnopohlavní manželství a adopci dětí homosexuálními páry.

## Žaloby
Chilský ústavní soud vyslyšel 28. července 2011 argumenty týkající se ústavnosti článku 102 občanského zákoníku, který nepřipouští sňatek párů stejného pohlaví, a 3. listopadu hlasovali ústavní soudci v poměru 9:1 pro jeho ústavnost.
V r. 2012 byl dán podnět k Meziamerickému soudu pro lidská práva ve věci stejnopohlavního manželství. Piñerova administrativa k této žalobě zaujala odmítavý postoj. Po inauguraci prezidentky Michelle Bacheletové, která slíbila legalizaci stejnopohlavního manželství, v r. 2014 se LGBT organizace MOVILH rozhodla pro smírné řešení této záležitosti se státem. 17. února 2015 se konala diskuze mezi právními zástupci vlády a LGBT organizací MOVILH v zájmu nalezení vhodného kompromisu namísto odvolávání se k Meziamerickému výboru pro lidská práva. Vláda slíbila, že od svého dřívějšího odmítání stejnopohlavních sňatků ustoupí. Formální prohlášení bylo podepsáno v dubnu a právní zástupce MOVILH uvedl, že má stále sepsanou příslušnou žalobu, kterou může kdykoli obnovit, dokud chilští politici nepřijmou příslušný zákon.
10. června 2016 zamítl Odvolací soud v Santiagu žalobu podanou organizací MOVILH. Soud uvedl, že chilská legislativa stejnopohlavní manželství nepřipouští, a tudíž nelze požadovat po místních úřadech, aby oddávaly takové páry. Kromě toho také dodal, že ve věci zpřístupnění sňatků párům stejného pohlaví nejsou příslušné rozhodovat soudy, nýbrž vláda a zákonodárci.

## Veřejné mínění
Výzkum zveřejněný v dubnu 2009 ukázal, že pouze 33,2 % Chilanů by přiznalo homosexuálním párům právo na uzavírání sňatku, zatímco 65,2 % by bylo proti. U mladých lidí byla nicméně podpora větší; podle studie National Youth Institute of Chile by 56 % respondentů ve věku 15-29 let podpořila stejnopohlavní manželství a 51,3 % by párům stejného pohlaví umožnila i osvojování dětí. Nejaktuálnější průzkum ukazuje 70 % podporu stejnopohlavního manželství u mladé generace.
V celonárodní anketě CEP provedené v červenci 2011 by 52 % Chilanů podpořila jistou formu právního uznání stejnopohlavních svazků: 18 % by bylo pro občanský sňatek homosexuálních párů, 34 % by preferovalo jiný právní rámec stejnopohlavního soužití. Když pak byla otázka trochu více specifikovaná vyslovilo se 57 % Chilanů proti stejnopohlavnímu manželství, které by homosexuální páry stavělo na stejnou úroveň jakou mají heterosexuální páry. 27 % jich bylo pro. Pro jinou právní formu stejnopohlavního soužití se vyslovilo 35 % respondentů, 57 % bylo proti. Ve všech otázkách byla podpora homosexuálních svazků větší mezi mladými lidmi a osobami s vyšším vzděláním. V případě osvojování dětí lesbickými páry bylo 24 % pro a 61 % proti. U gay párů byla podpora menší: 20 % pro a 64 % proti.
Výzkum ze srpna 2012 ukázal, že 54,9 % Chilanů podporuje stejnopohlavní manželství, zatímco 40,7 % je proti.
V průzkumu Pew Research Center uskutečněném mezi 11. listopadem - 16. prosincem 2013 podpořilo stejnopohlavní sňatky 46 % Chilanů, 42 % bylo proti.
Podle Cadem Plaza Pública z konce roku 2014 podporovalo stejnopohlavní sňatky 55 % Chilanů, zatímco 39 % bylo proti.
V září 2015 shledal výše zmíněný Cadem Plaza Públice, že stejnopohlavní manželství podporuje 60 % Chilanů, což byla tou dobou největší zaznamenaná podpora napříč celou společností. Chilanů odmítajících manželství osob stejného pohlaví bylo 36 %. Nejaktuálnější průzkum uskutečněný v červenci 2017 vykazuje 61 % podporu a 32 % odmítání.
Výzkum provedený pro Cooperativa e Imaginaccion ve dnech 24. - 27. srpna 2017 ukázala, že 62,2 % Chilanů podporuje stejnopohlavní manželství, zatímco 34,8 % je proti. S homoparentální adopcí souhlasí 47 % respondentů, 51,2 % je proti.